# Zone of the Enders: Idolo
Pour plus de détails, voir Fiche technique et Distribution.
Zone of the Enders: Idolo (Z.O.E 2167 IDOLO) est un film d'animation de Tetsuya Watanabe, préquelle du jeu vidéo de Konami sortie en 2001 et pilote de la série Zone of the Enders: Dolores, i. 

## Synopsis
2167, Radium Lavans est un pilote de LEV (« Laborious Extra-orbital Vehicle ») gradé Lieutenant dans l'armée martienne.
À la fin d'un exercice de combat, il aura une altercation avec un groupe de l'UNSF (« United-Nations Space Forces ») après que l'un de ses camarades martiens se sera fait agresser par l'un d'entre eux. 
On lui annoncera sa mutation dans une autre base avec le sergent Viola, mais bizarrement il apprendra que sa fiancée, Dolores, le sera également. 
Finalement, et en vue de ses capacités au combat, il s'avérera qu'il devra être le Frame Runner qui pilotera le prototype du premier Orbital Frame baptisé Idolo, développé secrètement sur Mars par Bahram.

## Fiche technique
- Titre : Zone of the Enders: Idolo
- Réalisation : Tetsuya Watanabe
- Scénario : Shin Yoshida
- Storyboard : Nobuhiro Kondo
- Directeur animation : Kumi Horii, Madaoka Hirayama
- Directeur de la photographie : Kazuhiro Okeda
- Conception des personnages : Kumi Horii
- Conception des mechas : Tsutomu Miyazawa, Tsutomu Suzuki
- Compositeur : Hikaru Nanase, Masumi Itō
- Date de sortie : 2001 (au Japon) - 2010 (France)
- Film japonais
- Format : vidéo
- Genre : film d'animation, science-fiction
- Durée : 55 minutes
- Public : adultes et adolescents

## Distribution des voix

### Version japonaise
- Chiharu Tezuka : Viola
- Hōko Kuwashima : Dolores Hayes
- Takehito Koyasu : Second Lieutenant Radium Lavans
- Rumi Ochiai : Melissa
- Yoshiko Sakakibara : Dr. Rachel Links
- Dai Matsumoto : Ingénieur
- Hiroshi Nakano : Lloyd
- Katsumi Chou : Commander Jackson
- Ken Tokumaru : Instructor Edgar
- Kihachiro Uemura : Operateur A
- Mayumi Yanagisawa : Police
- Tadahisa Saizen : Operateur B
- Takehiro Koyama : Chef secrétaire Laurence
- Takeshi Watanabe : Barrows
- Tomoichi Sakaguchi : Will
- Yasuhiro Ishii : Hines